# Valencia Club de Fútbol 2020-2021
Questa voce raccoglie le informazioni riguardanti il Valencia Club de Fútbol nelle competizioni ufficiali della stagione 2020-2021.

## Maglie e sponsor
| Casa | Trasferta | Terza divisa |

Sponsor ufficiale: Bwin
Fornitore tecnico: Puma

## Organico

### Rosa
In corsivo i calciatori ceduti durante la stagione
| N. |                        | Ruolo | Calciatore           |
| -- | ---------------------- | ----- | -------------------- |
| 1  | Spagna (bandiera)      | P     | Jaume Doménech       |
| 2  | Portogallo (bandiera)  | D     | Thierry Correia      |
| 3  | Spagna (bandiera)      | D     | Toni Lato            |
| 4  | Francia (bandiera)     | D     | Eliaquim Mangala     |
| 5  | Brasile (bandiera)     | D     | Gabriel Paulista     |
| 6  | Francia (bandiera)     | C     | Geoffrey Kondogbia   |
| 6  | Portogallo (bandiera)  | D     | Ferro                |
| 7  | Portogallo (bandiera)  | C     | Gonçalo Guedes       |
| 8  | Spagna (bandiera)      | C     | Carlos Soler         |
| 9  | Francia (bandiera)     | A     | Kévin Gameiro        |
| 10 | Uruguay (bandiera)     | C     | Christian Oliva      |
| 11 | Spagna (bandiera)      | A     | Rubén Sobrino        |
| 11 | Italia (bandiera)      | A     | Patrick Cutrone      |
| 12 | Francia (bandiera)     | D     | Mouctar Diakhaby     |
| 13 | Paesi Bassi (bandiera) | P     | Jasper Cillessen     |
| 14 | Spagna (bandiera)      | D     | José Gayà (capitano) |
| 15 | Spagna (bandiera)      | D     | Hugo Guillamón       |
| 16 | Spagna (bandiera)      | A     | Álex Blanco          |

| N. |                          | Ruolo | Calciatore        |
| -- | ------------------------ | ----- | ----------------- |
| 17 | Russia (bandiera)        | C     | Denis Čeryšev     |
| 18 | Danimarca (bandiera)     | C     | Daniel Wass       |
| 19 | Serbia (bandiera)        | C     | Uroš Račić        |
| 20 | Corea del Sud (bandiera) | C     | Lee Kang-in       |
| 21 | Spagna (bandiera)        | A     | Manu Vallejo      |
| 22 | Uruguay (bandiera)       | A     | Maxi Gómez        |
| 23 | Spagna (bandiera)        | A     | Jason             |
| 24 | Italia (bandiera)        | D     | Cristiano Piccini |
| 25 | Spagna (bandiera)        | P     | Cristian Rivero   |
| 26 | Spagna (bandiera)        | C     | Vicente Esquerdo  |
| 27 | Francia (bandiera)       | C     | Koba Koindredi    |
| 28 | Spagna (bandiera)        | D     | Carlos Ventola    |
| 29 | Argentina (bandiera)     | D     | Kevin Sibille     |
| 30 | Inghilterra (bandiera)   | C     | Yunus Musah       |
| 31 | Spagna (bandiera)        | D     | Guillem Molina    |
| 32 | Spagna (bandiera)        | D     | Jesús Vázquez     |
| 42 | Spagna (bandiera)        | P     | Unai Etxebarria   |

## Calciomercato

### Sessione estiva
| Acquisti | Acquisti    | Acquisti       | Acquisti      |
| R.       | Nome        | da             | Modalità      |
| -------- | ----------- | -------------- | ------------- |
| A        | Jason       | Getafe         | fine prestito |
| C        | Uroš Račić  | Famalicão      | fine prestito |
| D        | Toni Lato   | Osasuna        | fine prestito |
| A        | Álex Blanco | Real Saragozza | fine prestito |

| Cessioni | Cessioni            | Cessioni        | Cessioni                    |
| R.       | Nome                | a               | Modalità                    |
| -------- | ------------------- | --------------- | --------------------------- |
| A        | Ferrán Torres       | Manchester City | definitivo (33,5 milioni €) |
| A        | Rodrigo             | Leeds Utd       | definitivo (30 milioni €)   |
| C        | Francis Coquelin    | Villarreal      | definitivo (7 milioni €)    |
| C        | Daniel Parejo       | Villarreal      | definitivo (2,25 milioni €) |
| D        | Álex Centelles      | Almería         | gratuito                    |
| D        | Cristiano Piccini   | Atalanta        | prestito                    |
| D        | Javi Jiménez        | Albacete        | prestito                    |
| D        | Alessandro Florenzi | Roma            | fine prestito               |
| D        | Jaume Costa         | Villarreal      | fine prestito               |

#### Sessione invernale
| Acquisti | Acquisti          | Acquisti      | Acquisti      |
| R.       | Nome              | a             | Modalità      |
| -------- | ----------------- | ------------- | ------------- |
| C        | Christian Oliva   | Cagliari      | prestito      |
| A        | Patrick Cutrone   | Wolverhampton | prestito      |
| D        | Ferro             | Benfica       | prestito      |
| D        | Cristiano Piccini | Atalanta      | fine prestito |

| Cessioni | Cessioni           | Cessioni        | Cessioni                  |
| R.       | Nome               | a               | Modalità                  |
| -------- | ------------------ | --------------- | ------------------------- |
| C        | Geoffrey Kondogbia | Atlético Madrid | definitivo (15 milioni €) |
| A        | Rubén Sobrino      | Cadice          | prestito                  |

## Risultati

### Primera División

#### Girone di andata
| Arbitro: | José María Sánchez Martínez |

|                                                   |           |                 |
| Gabriel Paulista 12’ Gómez 39’ Vallejo 75’, 90+4’ | Marcatori | 1’, 36’ Morales |

| Arbitro: | Jesús Gil Manzano |

|                     |           |                |
| Iago Aspas 13’, 57’ | Marcatori | 46’ Maxi Gómez |

| Arbitro: | José Luis Munuera Montero |

|          |           |            |
| Wass 38’ | Marcatori | 63’ Siovas |

| Arbitro: | Jorge Figueroa Vázquez |

|  |           |                |
|  | Marcatori | 75’ Maxi Gómez |

| Arbitro: | Guillermo Cuadra Fernández |

|  |           |                       |
|  | Marcatori | 19’ Canales 74’ Tello |

| Arbitro: | Carlos del Cerro Grande |

|                              |           |            |
| Alcácer 6’ (rig.) Parejo 69’ | Marcatori | 37’ Guedes |

| Arbitro: | César Soto Grado |

|                     |           |          |
| Josan 19’ Fidel 37’ | Marcatori | 74’ Lato |

| Arbitro: | Jorge Figueroa Vázquez |

|                               |           |                           |
| Musah 22’ Soler 90+10’ (rig.) | Marcatori | 87’ Hernández 90+4’ Ángel |

| Arbitro: | Jesús Gil Manzano |

|                                                            |           |             |
| Soler 35’ (rig.), 54’ (rig.), 64’ (rig.) Varane 43’ (aut.) | Marcatori | 23’ Benzema |

| Arbitro: | Santiago Jaime Latre |

|                                |           |                           |
| Navarro 2’ L. Pérez 16’ (rig.) | Marcatori | 72’ Vallejo 77’ Guillamón |

| Arbitro: | Ricardo de Burgos Bengoetxea |

|  |           |                 |
|  | Marcatori | 79’ (aut.) Lato |

| Eibar 7 dicembre 2020, ore 21:00 CET 12ª giornata | Eibar                    | 0 – 0 referto | Valencia | Stadio municipale di Ipurua (0 spett.)\| Arbitro: \| Xavier Estrada Fernández \| |
| Arbitro:                                          | Xavier Estrada Fernández |               |          |                                                                                  |

| Arbitro: | Carlos del Cerro Grande |

|                              |           |                                       |
| Soler 26’ (rig.) Vallejo 83’ | Marcatori | 55’ Villalibre 79’ (rig.) Raúl García |

| Arbitro: | Alejandro Hernández Hernández |

|                        |           |                             |
| Messi 45+4’ Araújo 52’ | Marcatori | 29’ Diakhaby 69’ Maxi Gómez |

| Arbitro: | Valentín Pizarro Gómez |

|  |           |          |
|  | Marcatori | 81’ Suso |

| Arbitro: | Adrián Cordero Vega |

|                            |           |             |
| Kenedy 45+3’ J. Molina 88’ | Marcatori | 36’ Gameiro |

| Arbitro: | David Medié Jiménez |

|                |           |               |
| Maxi Gómez 79’ | Marcatori | 58’ A. Lozano |

| Arbitro: | Guillermo Cuadra Fernández |

|  |           |           |
|  | Marcatori | 76’ Soler |

| Valencia 21 gennaio 2021, ore 19:00 CET 19ª giornata               | Valencia  | 1 – 1 referto | Osasuna | Mestalla (0 spett.) |
| \| \| \| \| \| U. García 69’ (aut.) \| Marcatori \| 42’ Calleri \| |           |               |         |                     |
|                                                                    |           |               |         |                     |
| U. García 69’ (aut.)                                               | Marcatori | 42’ Calleri   |         |                     |

#### Girone di ritorno
| Arbitro: | Ricardo de Burgos Bengoetxea |

|                                    |           |           |
| Félix 23’ L. Suárez 54’ Correa 72’ | Marcatori | 11’ Račić |

| Arbitro: | Pablo González Fuertes |

|          |           |  |
| Wass 22’ | Marcatori |  |

| Arbitro: | José Luis Munuera Montero |

|                      |           |                      |
| Guillamón 43’ (aut.) | Marcatori | 65’ Gabriel Paulista |

| Arbitro: | José María Sánchez Martínez |

|                       |           |  |
| Benzema 12’ Kroos 42’ | Marcatori |  |

| Arbitro: | Valentín Pizarro Gómez |

|                             |           |  |
| Vallejo 90+4’ Gameiro 90+8’ | Marcatori |  |

| Arbitro: | Jorge Figueroa Vázquez |

|                                  |           |  |
| Arambarri 39’ Mata 55’ Aleñá 87’ | Marcatori |  |

| Arbitro: | Xavier Estrada Fernández |

|                               |           |                      |
| Soler 86’ (rig.) Guedes 90+1’ | Marcatori | 40’ (rig.) G. Moreno |

| Arbitro: | Guillermo Cuadra Fernández |

|           |           |  |
| Roger 18’ | Marcatori |  |

| Arbitro: | Javier Alberola Rojas |

|                         |           |             |
| Wass 4’ Álex Blanco 66’ | Marcatori | 90’ Soldado |

| Arbitro: | David Medié Jiménez |

|                           |           |             |
| Cala 14’ Marcos Mauro 88’ | Marcatori | 19’ Gameiro |

| Arbitro: | Valentín Pizarro Gómez |

|                                      |           |                      |
| Wass 60’ (rig.) Gabriel Paulista 73’ | Marcatori | 33’ Guevara 45’ Isak |

| Arbitro: | Mario Melero López |

|                                               |           |             |
| Martínez 13’ Calleri 32’ R. Torres 67’ (rig.) | Marcatori | 30’ Gameiro |

| Arbitro: | Guillermo Cuadra Fernández |

|          |           |              |
| Gayà 89’ | Marcatori | 84’ Guidetti |

| Arbitro: | Javier Alberola Rojas |

|                       |           |                             |
| Fekir 12’ Canales 42’ | Marcatori | 22’ Guedes 61’ (rig.) Soler |

| Arbitro: | José María Sánchez Martínez |

|                                |           |                              |
| Gabriel Paulista 50’ Soler 83’ | Marcatori | 57’, 69’ Messi 63’ Griezmann |

| Arbitro: | Jesús Gil Manzano |

|                                   |           |  |
| Maxi Gómez 45+1’, 48’ Correia 89’ | Marcatori |  |

| Arbitro: | Xavier Estrada Fernández |

|               |           |  |
| En-Nesyri 66’ | Marcatori |  |

| Arbitro: | Valentín Pizarro Gómez |

|                               |           |         |
| Guedes 3’, 49’ Soler 19’, 30’ | Marcatori | 39’ Gil |

| Huesca 22 maggio 2021, ore 18:00 CEST 38ª giornata | Huesca                     | 0 – 0 referto | Valencia | Estadio El Alcoraz (0 spett.)\| Arbitro: \| Guillermo Cuadra Fernández \| |
| Arbitro:                                           | Guillermo Cuadra Fernández |               |          |                                                                           |

### Coppa di Spagna
| Arbitro: | Guillermo Cuadra Fernández |

|                          |           |                                                |
| Pascual 9’ Fernández 50’ | Marcatori | 83’ (rig.) Soler 90+1’ Musah 103’, 108’ Guedes |

| Arbitro: | Jesús Gil Manzano |

|         |           |                                                 |
| Oca 46’ | Marcatori | 7’ Lee Kang-in 9’ Račić 34’ Sobrino 53’ Correia |

| Arbitro: | Xavier Estrada Fernández |

|  |           |                           |
|  | Marcatori | 12’ Koindredi 77’ Vallejo |

| Arbitro: | Carlos del Cerro Grande |

|                                 |           |  |
| L. de Jong 20’, 33’ Rakitić 38’ | Marcatori |  |

## Statistiche
| Competizione | Punti  | In casa | In casa | In casa | In casa | In casa | In casa | In trasferta | In trasferta | In trasferta | In trasferta | In trasferta | In trasferta | Totale | Totale | Totale | Totale | Totale | Totale | D.R |
| Competizione | Punti  | G       | V       | N       | P       | Gf      | Gs      | G            | V            | N            | P            | Gf           | Gs           | G      | V      | N      | P      | Gf     | Gs     | D.R |
| ------------ | ------ | ------- | ------- | ------- | ------- | ------- | ------- | ------------ | ------------ | ------------ | ------------ | ------------ | ------------ | ------ | ------ | ------ | ------ | ------ | ------ | --- |
| Liga         | 43     | 19      | 8       | 7       | 4       | 34      | 23      | 19           | 2            | 6            | 11           | 16           | 30           | 38     | 10     | 13     | 15     | 50     | 53     | -3  |
| Coppa del Re | Ottavi | 0       | 0       | 0       | 0       | 0       | 0       | 4            | 3            | 0            | 1            | 10           | 6            | 4      | 3      | 0      | 1      | 10     | 6      | +4  |
| Totale       |        | 19      | 8       | 7       | 4       | 34      | 23      | 23           | 5            | 6            | 12           | 26           | 36           | 42     | 13     | 13     | 16     | 60     | 59     | +1  |

### Andamento in campionato
| Giornata  | 1 | 2 | 3 | 4 | 5 | 6  | 7  | 8  | 9 | 10 | 11 | 12 | 13 | 14 | 15 | 16 | 17 | 18 | 19 | 20 | 21 | 22 | 23 | 24 | 25 | 26 | 27 | 28 | 29 | 30 | 31 | 32 | 33 | 34 | 35 | 36 | 37 | 38 |
| --------- | - | - | - | - | - | -- | -- | -- | - | -- | -- | -- | -- | -- | -- | -- | -- | -- | -- | -- | -- | -- | -- | -- | -- | -- | -- | -- | -- | -- | -- | -- | -- | -- | -- | -- | -- | -- |
| Luogo     | C | T | C | T | C | T  | T  | C  | C | T  | C  | T  | C  | T  | C  | T  | C  | T  | C  | T  | C  | T  | T  | C  | T  | C  | T  | C  | T  | C  | T  | C  | T  | C  | C  | T  | C  | T  |
| Risultato | V | P | N | V | P | P  | P  | N  | V | N  | P  | N  | N  | N  | P  | P  | N  | V  | N  | P  | V  | N  | P  | V  | P  | V  | P  | V  | P  | N  | P  | N  | N  | P  | V  | P  | V  | N  |
| Posizione | 1 | 5 | 5 | 2 | 8 | 12 | 14 | 13 | 9 | 9  | 14 | 13 | 12 | 13 | 14 | 17 | 17 | 14 | 14 | 14 | 14 | 12 | 13 | 12 | 14 | 12 | 12 | 12 | 12 | 13 | 14 | 14 | 14 | 14 | 13 | 14 | 13 | 13 |